# Spokanië
Spokanië is een fictief eilandenrijk in de Atlantische Oceaan oorspronkelijk bedacht door de taalkundige Rolandt Tweehuysen. Als kind verzon hij in 1960 de taal die in Spokanië gesproken wordt, het Spokaans, maar sindsdien hebben meer mensen op verschillende gebieden bijgedragen aan het concept Spokanië.
Het rijk kent een oppervlakte 43.220 km² en kende in 1992 zo'n 7.250.250 inwoners en een bevolkingsdichtheid van 168 per km². De hoofdstad van het rijk is Hirdo. De huidige minister president van Spokanie heet Vikter Oemâve-Mesâdul, van de LiZa partij.
Ergynne is de naam van de Spokanische staatsgodsdienst. Deze godsdienst is gebaseerd op vier principes, marâts genaamd:
- Mainkeltiy (Individualisme: de mens is uniek)
- Monta tjel sompe ef monta painos (zelfde straf volgt uit dezelfde (mis-)daad)
- Leldelira ûlg-ÿrlikkiy (Sociale gelijkheid van man en vrouw, afhankelijk van capaciteiten)
- Šaðôr-ergâs (Natuurverering)

De nationale munteenheid is de Herco (SPH) (100 toeftos). De nationale feestdag is op 23 oktober; dit wordt het Kindis-tof genoemd, wat Koningsdag betekent. Het volkslied van Spokanië heet Šark pai Erget (Land bij Erget).
Tweehuysen bedacht Spokanië als achtergrond en context voor een zelfverzonnen taal, het Spokaans. Hij is van mening dat een taal om succesvol te zijn een achtergrond moet hebben. Volgens hem is dit de reden dat het Esperanto nooit van de grond is gekomen; het is een taal zonder context.
De enige niet-fictieve spreker van het Spokaans is Tweehuysen zelf, al geeft hij zelf aan de taal niet vloeiend te beheersen.

## Televisie
Op 14 januari 1994 werd aan Spokanië, het Spokaans en Tweehuysen een complete aflevering gewijd van de socio-linguïstische tv-serie Mooie Woorden van de toenmalige omroep RVU. 